# Poecilolycia serrata
Poecilolycia serrata är en tvåvingeart som först beskrevs av Malloch 1923.  Poecilolycia serrata ingår i släktet Poecilolycia och familjen lövflugor. Inga underarter finns listade i Catalogue of Life.